# Voltametrie
Voltametrie je elektrochemická analytická metoda umožňující kvalitativní i kvantitativní analýzu neznámých vzorků a studium redoxních reakcí. Vznikla na základě Heyrovského polarografie, což je zvláštní případ voltametrie na rtuťové kapkové elektrodě s proměnlivým povrchem. Polarografie byla popsána dříve, než voltametrie jakožto širší kategorie. Voltametrie i polarografie využívají elektrolýzy sledované chemické látky za soustavného vkládání známého napětí a měření elektrického proudu.

## Voltametrický článek

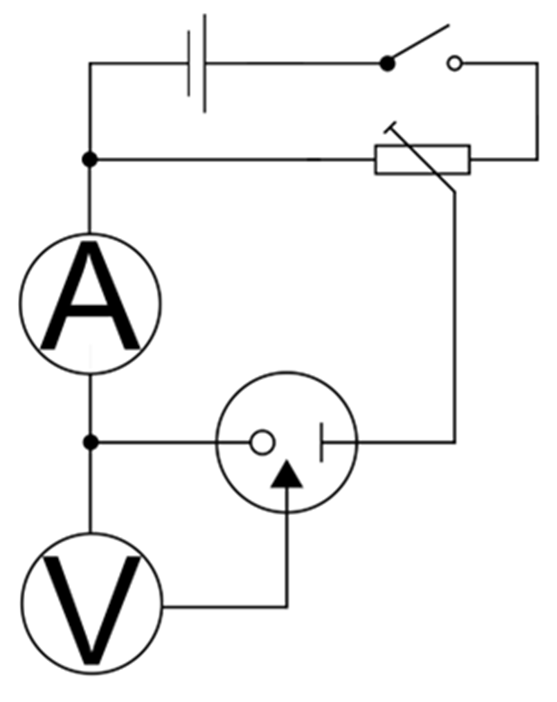
Tříelektrodový voltametrický systém

V současné době se pro voltametrii nejčastěji využívá tříelektrodové zapojení pracovní, referentní a pomocné elektrody. Elektrolýza probíhá (a elektrický proud tedy prochází) mezi pracovní a pomocnou elektrodou. Proudová odezva se měří ampérmetrem zapojeným sériově s pracovní a pomocnou elektrodou. Napětí se na článek vkládá prostřednictvím potenciostatu (proměnlivého odporu) a jeho velikost je měřena voltmetrem zapojeným paralelně mezi pracovní a referentní elektrodou.

## Potenciálové programy
Závislost vkládaného potenciálu na čase představuje program, podle kterého se na článek napětí vkládá. Existuje několik běžných potenciálových programů, tj. vlastně samotných voltametrických metod:
- lineární voltametrie[2]
- cyklická voltametrie[2][3]
- diferenční-pulzní voltametrie[2]
- square-wave voltametrie[4]
- stripovací voltametrie[5]
- voltametrie s vkládaným střídavým napětím[6]

## Voltametrická křivka

Cyklická voltametrie: potenciálový program (závislost potenciálu na čase), proudová odezva (závislost proudu na čase) a voltametrická křivka (závislost proudu na potenciálu)

Závislost proudové odezvy na potenciálu se nazývá voltametrická křivka a je samotným výsledkem voltametrického měření. Prostřednictvím voltametrické křivky lze analyt kvalitativně i kvantitativně charakterizovat.